# Morti nel 665
| Questa pagina contiene informazioni ricavate automaticamente dalle voci biografiche con l'ausilio del template Bio e di un bot. L'aggiornamento è periodico e automatico e ricostruisce completamente la pagina. Se manca una persona in questa lista, sei pregato di non aggiungerla, ma accertati piuttosto che la sua voce biografica contenga il template Bio e che i dati anagrafici siano correttamente compilati. Se il template Bio manca, inseriscilo tu stesso o, in alternativa, metti l'avviso {{tmp\|Bio}} che ne segnala la mancanza. Se i dati riportati sono sbagliati, correggi direttamente la voce biografica; le modifiche saranno visibili in questa lista entro pochi giorni. Per chiarimenti vedi il progetto biografie. La lista contiene solo le 6 persone che sono citate nell'enciclopedia e per le quali è stato implementato correttamente il template Bio. Pagina aggiornata al 10 feb 2025. |

- 16 aprile - Fruttuoso di Braga, arcivescovo e santo spagnolo
- 22 luglio - Vandregisilo, monaco cristiano franco
- 15 novembre - Desiderio di Cahors, vescovo e santo franco (n. 580)
- Diarmait mac Áedo Sláine, sovrano irlandese
- Ramla bint Abi Sufyan, araba
- Hafsa bint Umar